# فيونا هيوز
فيونا هيوز (بالإنجليزية: Fiona Hughes)‏ هي متزحلقة بريطانية، ولدت في 5 مارس 1990 في هدرسفيلد في المملكة المتحدة.

## وصلات خارجية
- فيونا هيوز على موقع الاتحاد الدولي للتزلج (التزلج الريفي) (الإنجليزية)
- فيونا هيوز على موقع أوليمبيديا (الإنجليزية)
- فيونا هيوز على موقع اللجنة الأولمبية البريطانية (الإنجليزية)